# Attaphila
Attaphila (лат.) — род мирмекофильных тараканов из семейства Ectobiidae, ранее рассматривавшийся в составе семейства Polyphagidae.

## Распространение
Обитают в Новом Свете: от юга США на севере до Аргентины и Уругвая на юге.

## Описание
Тараканы мелких размеров: от 2,5 до 3,5 мм. Питаются, забираясь на спину муравьёв-солдат и облизывая их покровы. Хорошо развитые межкоготковые лопасти — аролии — позволяют Attaphila удерживаться на покровах размножающихся муравьёв и благодаря этому заселять новые муравейники. Впервые были описаны в 1900 году американским мирмекологом Уильямом Уилером, обнаружившим представителей вида Attaphila fungicola в гнёздах муравьёв-листорезов Atta texana. Attaphila paucisetosa — мирмекофилы муравьёв-листорезов Atta cephalotes и Atta colombica.

## Представители
Выделяют 9 видов:
- Attaphila aptera Bolívar, 1905 — Колумбия, Суринам[7];
- Attaphila bergi Bolívar, 1901 — Аргентина, Уругвай[8], мирмекофилы муравьёв-листорезов Acromyrmex lundii[4];
- Attaphila flava Gurney, 1937 — Белиз[9];
- Attaphila fungicola Wheeler, 1900 — США (Техас)[10], мирмекофилы муравьёв-листорезов Atta texana[4][11][12], Atta cephalotes[13];
- Attaphila multisetosa Bohn and Klass, 2021 — Суринам[3], мирмекофилы муравьёв-листорезов Atta sp.;
- Attaphila paucisetosa Bohn and Klass, 2021 — Колумбия, Панама[3], мирмекофилы муравьёв-листорезов Atta cephalotes и Atta colombica[5];
- Attaphila schuppi Bolívar, 1905 — Бразилия[14];
- Attaphila sexdentis Bolívar, 1905 — Бразилия[15].
- Attaphila sinuosocarinata Bohn and Klass, 2021 — Бразилия[3];